# Heerlijkheid Waveren

Nieuwe kaart van het baljuwschap van Amstelland uit 1749 met middenonder in het groen de heerlijkheid "Wavere".

De heerlijkheid Waveren was een heerlijkheid in de Nederlandse provincie Utrecht.

## Ligging
De heerlijkheid lag ingeklemd tussen het riviertje de Waver in het westen en de Beerewatering in het oosten. Waveren moet niet verward worden met het gehucht Waver, dat aan de overkant van het riviertje ligt, in de Rondehoep, in de provincie Noord-Holland.

## Geschiedenis
In de middeleeuwen was de heerlijkheid Waveren, samen met de heerlijkheden Botshol en Ruige Wilnis in het bezit van de Proosdij van Sint-Marie te Utrecht. In 1624 verkocht de proosdij de heerlijkheden aan Antonie Oetgens van Waveren, schepen en later burgemeester te Amsterdam. In 1761 stierf de familie Oetgens in mannelijke lijn uit. Elisabeth Nicoletta Bregitta Oetgens (1707-1774) werd nu ambachtsvrouwe. Na haar dood kwam Waveren in het bezit van haar weduwnaar, Paulus Abraham Gilles (1708-1792). Deze verwierf in 1766 de heerlijkheid Waverveen, waarna beide heerlijkheden met elkaar verenigd werden.